# Jedwabiet
Het mineraal jedwabiet is een mineraal en natuurlijke ijzer-tantaal-niobium-legering met de chemische formule Fe7(Ta,Nb)3.

## Eigenschappen
Het grijsgele jedwabiet heeft een metaalglans en een vooralsnog onbekende streepkleur. Het kristalstelsel is dihexagonaal-piramidaal. Jedwabiet komt voor in de vorm van kleine aggregaten of is granulair. Kristallen hebben een grootte in de orde van enkel tot enkele honderden micrometer. De gemiddelde dichtheid is 8,9 en de hardheid is 7.

## Naam
Jedwabiet is genoemd naar de in 1925 geboren Belgische mineraloog en professor Jacques Jedwab, verbonden aan de ULB. Het mineralogisch onderzoek van Jedwab spitste zich voornamelijk toe op placer-afzettingen en natuurlijke carbiden. Daarnaast werkte Jedwab ook op andere zeldzame mineralen, rijk aan zware en zeldzame metalen.

## Voorkomen
Jedwabiet is een zeldzaam mineraal.  Buiten de typelocatie (de "Avrorinskii Placer" in de Aktairivier in het Russische oblast Sverdlovsk in de Centrale Oeral) is op Mindat.org niets terug te vinden over andere vindplaatsen van jedwabiet.